# Kızıltepe, Bozüyük
Kızıltepe là một xã thuộc huyện Bozüyük, tỉnh Bilecik, Thổ Nhĩ Kỳ. Dân số thời điểm năm 2011 là 27 người.